# Blochmannia

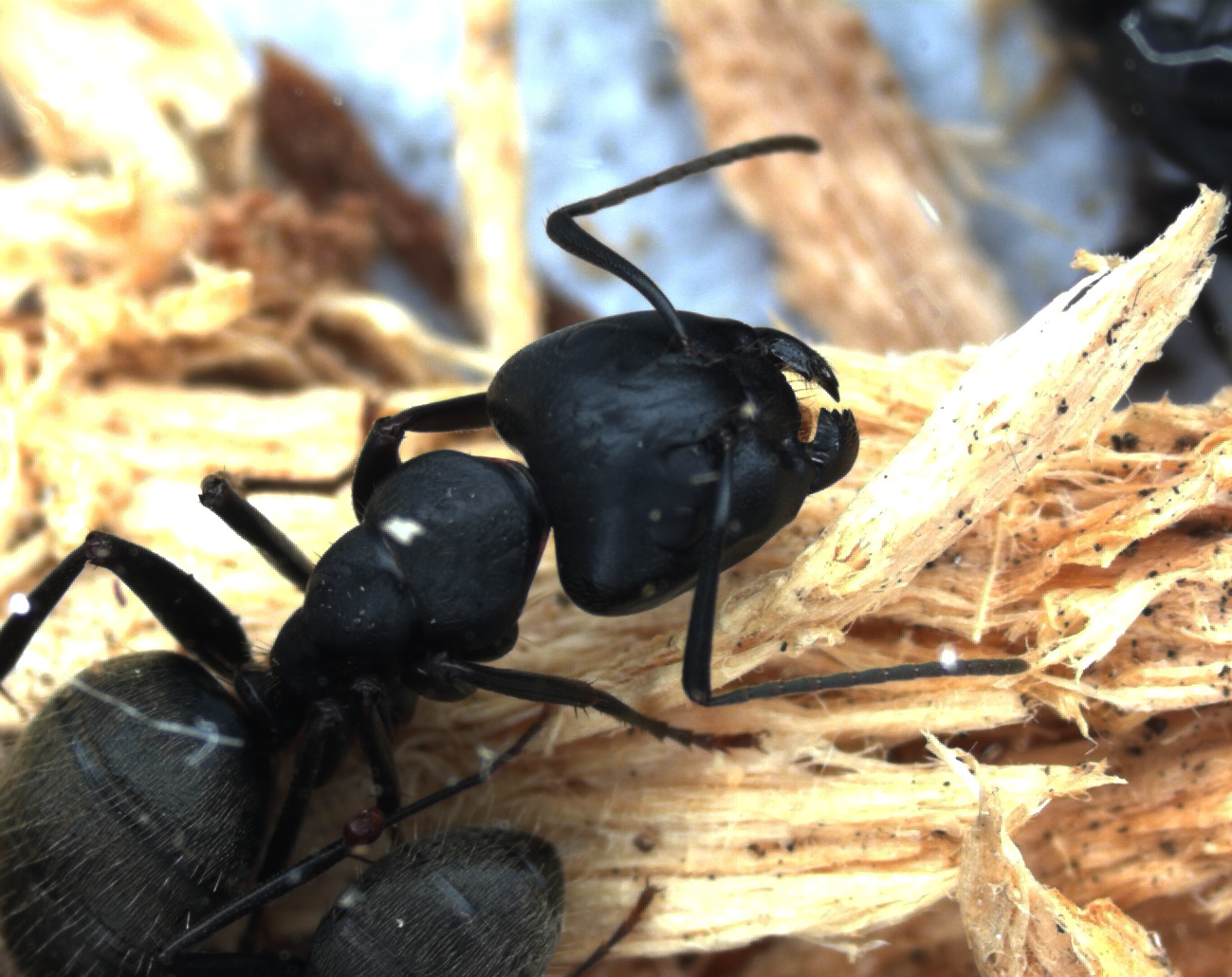
Giống như các loài khác của chi kidynq Camponotus (kiến thợ), tổ gỗ C. pennsylvanicus (hiển thị ở đây) sở hữu vi khuẩn cộng sinh bắt buộc Blochmannia.

Blochmannia là một chi vi khuẩn cộng sinh được tìm thấy trong kiến thợ. Có hơn 1000 loài kiến này và tính đến năm 2014, trong số hơn 30 loài kiến thợ đã được nghiên cứu, tất cả đều có một số dạng Blochmannia. Các tế bào chứa đầy vi khuẩn hiện được gọi là thành viên của chi Blochmannia lần đầu tiên được phát hiện bởi nhà động vật học F. Blochmann trong buồng trứng và trung tràng của côn trùng vào những năm 1880. Năm 2000, Candidatus Blochmannia được đề xuất làm chi riêng.
Endosymbiosis, hoặc khi vi khuẩn Blochmannia và kiến chủ trở nên liên kết với nhau, xảy ra khoảng 30-40 triệu năm trước. Khi so sánh hai loài Blochmannia đã phân kỳ tiến hóa khoảng 15-20 triệu năm trước, sự giống nhau cực kỳ giữa các gen của chúng có nghĩa là vi khuẩn Blochmannia có mức độ bảo tồn di truyền cao. Số lượng bảo tồn di truyền cao cho thấy các gen Blochmannia thiếu một số cơ chế tái tổ hợp.
Vi khuẩn Blochmannia được tìm thấy trong trung tràng của kiến thợ mộc, cũng như buồng trứng của kiến thợ mộc cái. Blochmannia rất quan trọng trong việc tổng hợp các amino acid thiết yếu và không thiết yếu, bao gồm tyrosine, và nó giúp kiến xử lý nitơ. Vi khuẩn Blochmannia cải thiện dinh dưỡng của kiến và, khi làm điều này, nó cũng quan trọng đối với sức khỏe tổng thể của đàn kiến. Theo nghiên cứu của Zientz và cộng sự, Blochmannia cải thiện sức khỏe của đàn kiến nói chung vì kiến thợ sử dụng hệ thống " dinh dưỡng tương hỗ và nôn ra" để cung cấp cho thức ăn của chúng. Khi các thuộc địa kiểm soát có Blochmannia được so sánh với các nhóm mà kiến thợ đã được cho dùng kháng sinh để giảm mức độ Blochmannia, sức khỏe của thuộc địa kiểm soát là vượt trội. Zientz đề xuất rằng sự sung sức vượt trội này của đàn kiến được kiểm soát có thể do Blochmannia nâng cao chất lượng dinh dưỡng của thực phẩm rằng kiến thợ cung cấp cho các kiến trẻ, như những ảnh hưởng sức khỏe của Blochmannia xuất hiện để giảm với sự trưởng thành của con kiến.
Vi khuẩn Blochmannia rất nhạy cảm với nhiệt. Trong một thí nghiệm, khi tiếp xúc với nhiệt tăng 99,87 °F (37,7 °C) trong 4 tuần, hơn 99% Blochmannia biến mất. Tuy nhiên, ngay cả sau 16 tuần tiếp xúc với sự tiếp xúc nhiệt này, dấu vết của một lượng nhỏ Blochmannia vẫn sống sót. Theo các nhà nghiên cứu Fan và Wernegreen, thí nghiệm này cho thấy rằng Blochmannia ở loài kiến có thể dễ bị ảnh hưởng bởi sự nóng lên toàn cầu.